# 삼성장학회
삼성장학회(Samsung Scholarship)는 삼성에서 운영하고 있는 대한민국의 장학재단이다. 2002년에 삼성 이건희 장학재단(三星 李健熙 奬學財團, The Samsung Lee Kun Hee Scholarship Foundation)이라는 이름으로 이건희 회장과 아들 이재용이 각각 800억원과 700억원씩 1500억원을 출연해 출범했다.
대한민국의 미래를 이끌어 갈 글로벌 리더를 양성하기 위해 매년 우수한 인재를 선발하여 장학금을 지원한다.
선발된 장학생들은 유학 중 박사과정 기준 5년 간 학비 및 생활비를 지원 받으며 장학회의 특별 강연, 컨퍼런스, 간담회, 현장 견학 등 인재 양성 프로그램을 제공 받게 된다.
2002년부터 2016년까지 해외 유학을 준비하는 한국 국적 학생들을 대상으로 선발하였다.
실제로 선발되는 장학생들의 수준은 매우 뛰어나 대부분의 삼성장학생들은 MIT, 하버드, 칼텍, 스탠포드, 프린스턴 등 세계 최고급 대학 및 교육 기관에 진학하였으며, 상기 대학들 역시 삼성장학금에 대해 인지하고 있을 정도의 브랜드 가치 또한 지니고 있다.
해외 유학을 지원하는 인재 양성 장학 프로그램들 중 가장 규모와 체계를 잘 갖추고 있다는 평가를 받는다. 전 세계 학생의 미국 내 학교로의 유학을 지원하는 풀브라이트 프로그램과 비교되곤 하나, 삼성장학금은 한국 국적 대상의 이공계열 학생 위주로 구성되고 미국 외 지역의 유학도 지원하며 지원 금액이 더 많고 기간이 더 길다. 주로 이공계열 장학생을 선발하나 일부 사회인문학 장학생 역시 꾸준히 선발해 왔다. 2016년 이후로 여러 가지 이유로 신규 장학생 선발은 중지된 상태이다.